# Protonema
 (avril 2017).
Si vous disposez d'ouvrages ou d'articles de référence ou si vous connaissez des sites web de qualité traitant du thème abordé ici, merci de compléter l'article en donnant les références utiles à sa vérifiabilité et en les liant à la section « Notes et références ».

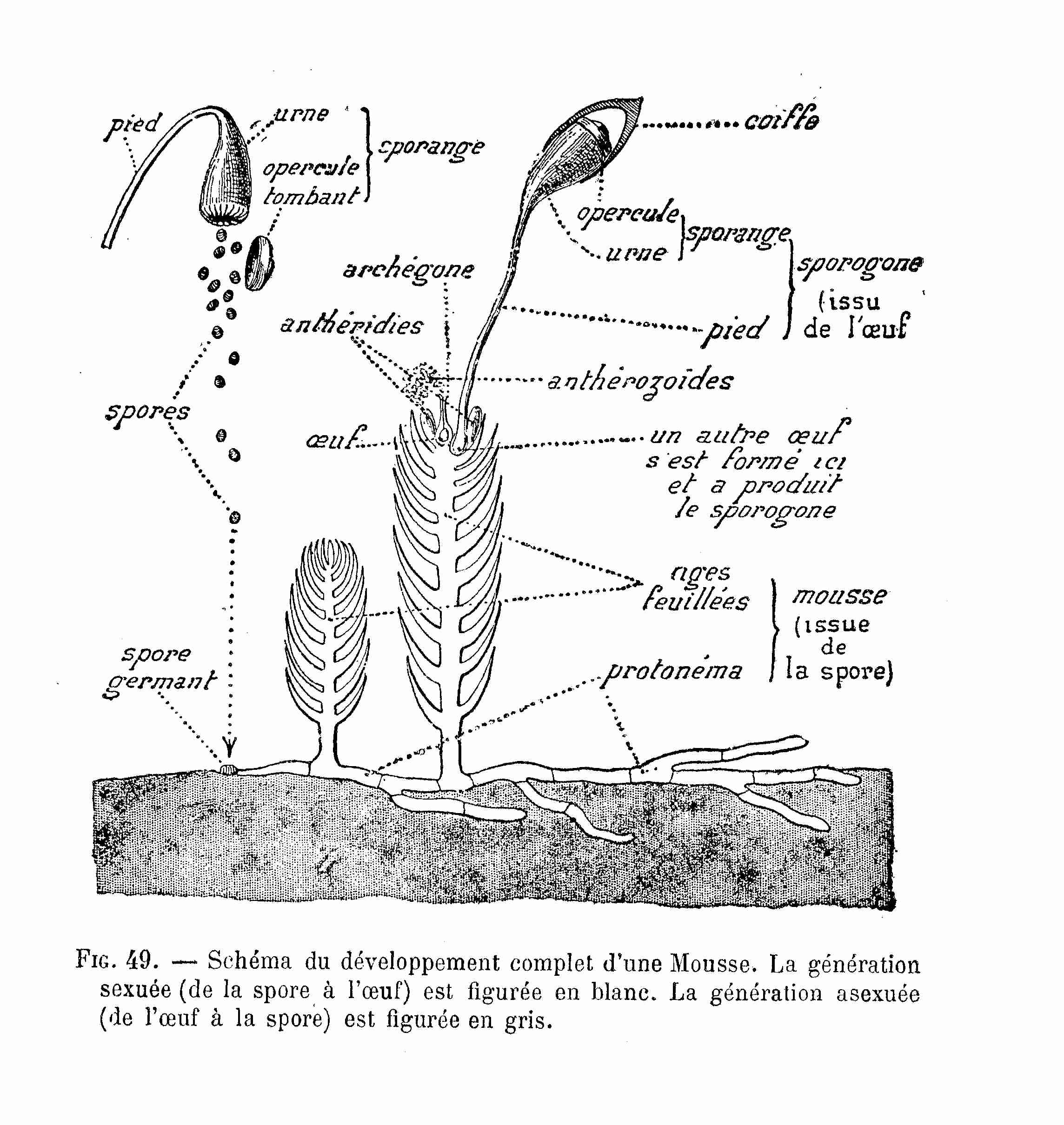
Schéma complet du développement d'une mousse.

Un protonema ou protonéma (au pluriel protonemata) est une chaîne de cellules chlorophylliennes filiformes qui constitue le début du premier stade (phase haploïde) du cycle de vie d'un bryophyte (gamétophyte juvénile). Lorsqu'une mousse ou une hépatique commence sa croissance à partir d'une spore, elle pousse sous forme d'un protonema souvent rampant qui se développe ensuite en gamétophyte feuillu (non feuillu chez les Marchantiopsida ou hépatiques à thalles). Les spores des mousses germent pour former une structure semblable à une algue appelée protonema. Les protonemata sont caractéristiques de toutes les mousses et hépatiques mais sont absentes des Anthocérotes.
Ne pas confondre : une spore de fougère en germination donne un gamétophyte appelé prothalle.